# Virginia Court und Marischal Court

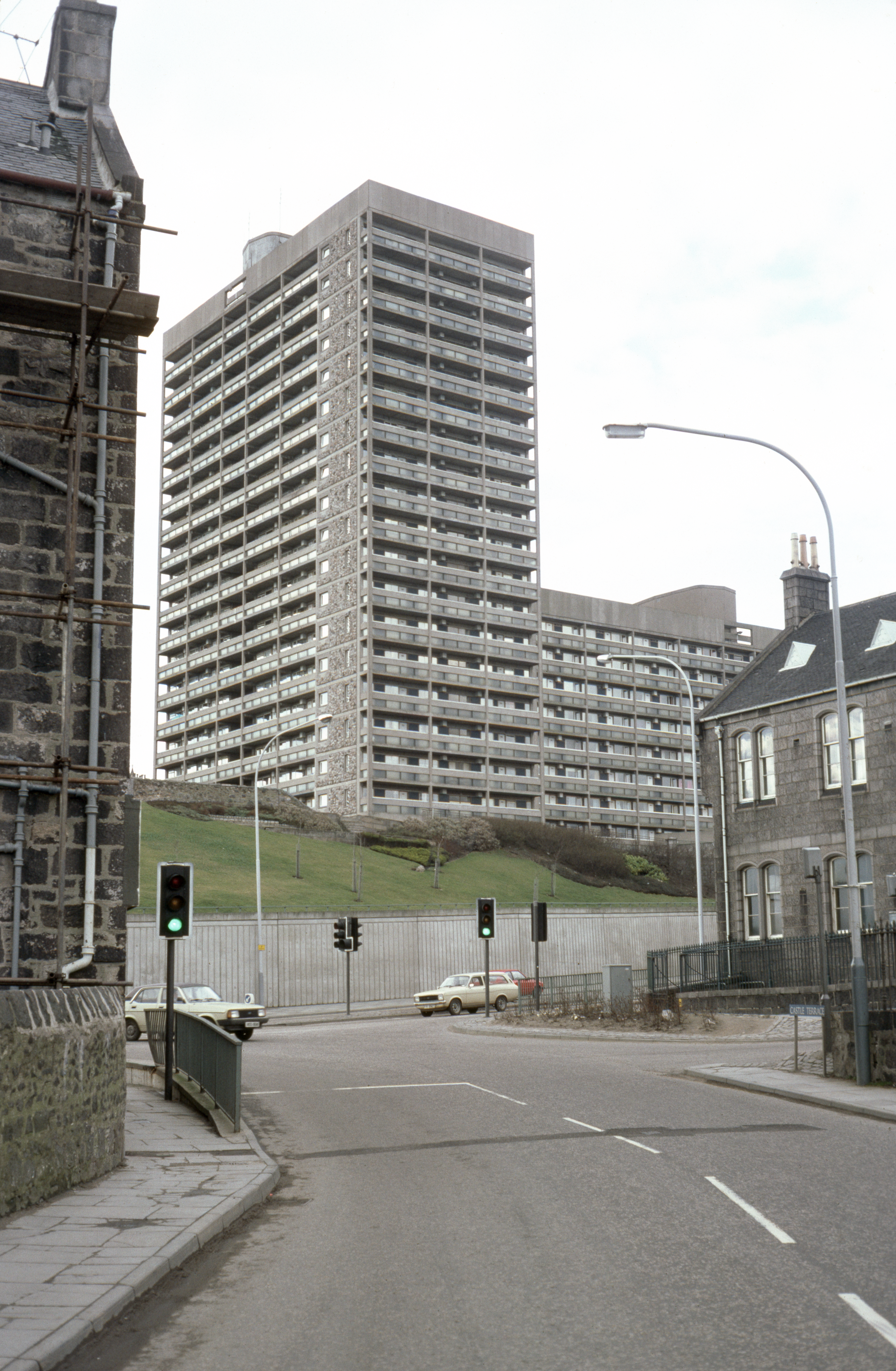
Virginia Court (rechts) und Marischal Court (links); Blick von Osten von der Castle Terrace

Virginia Court und Marischal Court ist ein Hochhauskomplex in der schottischen Stadt Aberdeen. 2021 wurde das Bauwerk in die schottischen Denkmallisten in der höchsten Denkmalkategorie A aufgenommen.

## Geschichte
Am Standort auf dem Castle Hill befand sich das im 13. Jahrhundert erstmals erwähnte Aberdeen Castle. Nach dessen Schleifung und Abbruch durch die lokale Bevölkerung wurde dort um 1500 die St Ninian’s Chapel errichtet. Von beiden Gebäuden existieren heute keine Spuren mehr. Truppen Cromwells besetzten Aberdeen in den 1650er Jahren. In diesem Zeitraum entstand dort die Cromwellian Fort Bastion. Im 18. Jahrhundert wurde diese zu einem Kasernenkomplex erweitert. Zum Bau des vorliegenden Gebäudes wurde der Komplex in den 1960er Jahren abgetragen. Seine verbliebenen Reste sind heute denkmalgeschützt.
Der von Le Corbusier entwickelte Wohnhaustyp Unité d’Habitation hielt nach seiner frühesten Realisierung in Marseille Einzug im Vereinigten Königreich. Frühe Beispiele aus den 1950er und 1960er Jahren sind das Golden Lane Estate, das Alton West Estate sowie der Balfron und der Trellick Tower. In Schottland entstanden in den 1960er Jahren der Anniesland Court in Glasgow sowie das Cables Wind House und das Linksview House in Edinburgh (Leith).
Bereits in den 1930er Jahren wurde in Aberdeen der Wohnblock 1–13 Rosemount Square geplant und schließlich nach Kriegsende 1947 fertiggestellt. Bei diesem handelt es sich jedoch nicht um ein Hochhaus. 1952 erstellten W. Dobson Chapman und Charles F. Riley einen Plan zur Stadtentwicklung Aberdeens (Granite City A Plan for Aberdeen). Dieser umfasste die Entwicklung heruntergekommener innenstädtischer Stadtteile und sah die Errichtung die Kernstadt umringender Wohnkomplexe vor, während die Individualbebauung in die äußeren Stadtviertel verlagert werden sollte. Die Errichtung von fünf Wohnkomplexen um den Stadtkern zwischen 1959 und 1978 nahm Elemente dieses Plans auf. Von diesen fünf Komplexen wurde der vorliegende als dritter realisiert. Älter sind die Komplexe Gilcomstoun Land und Porthill Court und Seamount Court, während Thistle Court und Hutcheon Court und Greig Court jünger sind. Während die beiden erstgenannten Komplexe ebenfalls als Kategorie-A-Bauwerke geschützt sind, wurde die Einstufung der beiden letztgenannten auf Eingabe des Stadtrats wieder aufgehoben. Obschon gleichzeitig geplant, mussten die Bauarbeiten an den einzelnen Komplexen, sowie drei weiteren Komplexen, gestaffelt werden, da keine höheren Baukapazitäten vorhanden waren. Aus diesem Grund zogen sich die Arbeiten von 1959 bis 1977 hin.
Anders als andere Städte verfolgte Aberdeen nicht den Plan durch Bau dieser Komplex möglichst günstigen Sozialwohnungsbau zur Aufwertung der umliegenden Stadtviertel zu betreiben. Deshalb wurden mehrere Komplexe in Aberdeen nicht nach einem Baukastenprinzip aus standardisierten Elementen geplant und sind höherwertig ausgestattet als vergleichbare Objekte. Die Entwurfsplanung durch das städtische Bauamt für das Aberdeen Housing Committee unter Leitung des Aberdeener Stadtarchitekten George McIntosh Keith wurde 1959 begonnen. Die Arbeiten wurde 1966 abgeschlossen. Mit der Ausführung war das Unternehmen W.J. Anderson betraut. Die koordinierten Bauprojekte in den 1960er und 1970er Jahren markieren den Einzug der nach Kriegsende einsetzenden Stadtplanung in Schottland. Im Jahre 1964 handelte es sich bei 79 % aller Bauprojekte in Schottland um öffentliche Wohnbauprojekte. In dieser Zeit gehörten den Städten und Gemeinden zwischen 2 % und 6 % der Wohnungen, was den höchsten Wert in Europa bedeutete. Von den 863 in Schottland entstandenen Komplexen wurden die meisten zwischenzeitlich baulich überarbeitet.

## Beschreibung

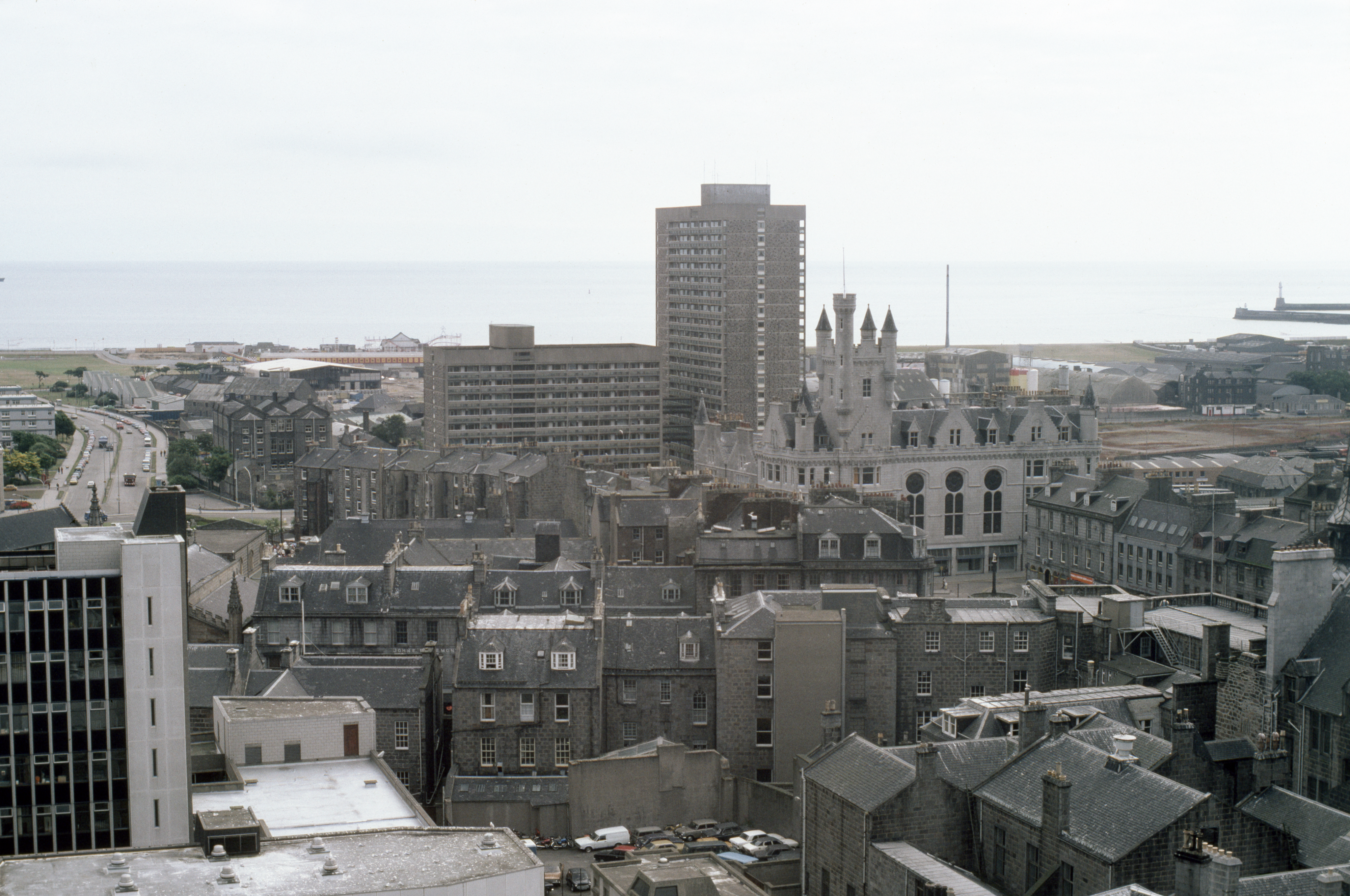
Panorama von Westen mit dem Gebäude der Heilsarmee im Vordergrund

Die Gebäude stehen auf dem flachen Hügel Castle Hill nördlich des Hafens. Insbesondere nach Süden erheben sie sich über die flachere und historisch gewachsene Wohnbebauung und Straßenführung aus dem 18. und 19. Jahrhundert und bilden eine Landmarke. Mit der King Street unmittelbar nördlich und der Union Street jenseits des im Scottish-Baronial-Stil ausgestalteten Gebäudes der Heilsarmee unmittelbar westlich, die beiden im 19. Jahrhundert geplanten und entwickelten Ausfallstraßen, und der entlang der Süd- beziehungsweise Ostflanke verlaufenden Virginia Street beziehungsweise Commerce Street (beide A956) ist der Standort durch Hauptverkehrsstraßen infrastrukturell gut angeschlossen.
Der brutalistische Komplex ist deutlich von Le Corbusiers Unité d’Habitation inspiriert. Er ist eingebettet in eine Grünanlage mit Fußwegen und einem Spielplatz an der Westseite. Auch durch seine erhöhte Lage am Rand des Stadtzentrums trägt er zum städtischen Charakter Aberdeens bei. Der Komplex besteht aus dem neungeschossigen Virginia Court mit 48 Wohneinheiten an der Nordseite und dem 19-geschossigen Marischal Court mit 108 Wohneinheiten an der Südseite. Zwei verglaste Skyways verbinden die beiden orthogonal zueinander ausgerichteten Baukörper. Die Gebäude gründen auf Stahlbeton-Pfeilern, die am Virginia Court als „Stelzen“ sichtbar sind. Die flachen Balkone sind als Fluchtwege konzipiert. Betonplatten mit Granitbruch verkleiden die abschließenden Fassaden und greifen Aberdeens Charakter als „Granitstadt“ auf. Solche Betonplatten sind regional im Wesentlichen vom privaten Hausbau bekannt. Am vorliegenden Komplex spielten bei der Entscheidung zur Verwendung dieser Platten sowohl optische Aspekte als auch deren Witterungsbeständigkeit eine Rolle. Sie sind hellgrau gestrichen.

Verschränkte Wohneinheiten bei der Unité d’Habitation

Wie auch bei der Unité d’Habitation, sind im Inneren verschränkte Maisonette-Wohnungen angeordnet. Sie werden vom mittigen Flur kommend über den Wohn- oder Schlafbereich betreten. Der auf der darüber- oder darunterliegenden Ebene befindliche Teil der Wohnung nimmt die gesamte Gebäudebreite ein. Die Übernahme dieses Konzepts bei schottischen Bauten ist unüblich. Der planende Architekt hielt jedoch an der Übernahme fest, da sich durch die Zweigeschossigkeit der Wohneinheiten das Wohngefühl eines Einzelhauses einstellen soll, wodurch sich das Wertigkeitsgefühl der Wohnung erhöht. Außerdem ermöglicht die Anordnung eine bessere Ausleuchtung und Belüftung. Die Wohnung verfügen über Anschlüsse an die zentralisierten Müllschächte. Im Erdgeschoss sind Gemeinschaftsräume und eine Waschküche untergebracht.